# Jechegnadzor
Jeghegnadzor (Armeens: Եղեգնաձոր) is de hoofdplaats van de Armeense provincie Vajots Dzor, telt zo'n 8000 inwoners en is vooral bekend van de wijnproductie.

## Etymologie
De naam Jechegnadzor bestaat uit de delen jecheg (Armeens: եղեգ) en dzor (Armeens: ձոր). Jecheg betekent riet in het Nederlands en dzor betekent letterlijk vertaald vallei en zodoende luidt de naam vertaald naar het Nederlands de rietenvallei.

## Geschiedenis
De plaats werd voor het eerst genoemd in de 5e eeuw onder de naam Pondatagh. Alhoewel, blijkt met de vondst van een mausoleum van de 1e eeuw voor christus dat het gebied al langer bewoond was. De overblijfselen van het fort Urartu gaan terug tot de 7e eeuw.
Volgens historische bronnen uit het begin van de 9e eeuw is de huidige naam van de stad in die periode ontstaan, dat zou zijn gebeurd toen de prins van Syunats zijn residentie verplaatste van Sisian naar Vayots Dzor en het fort Yeghegis stichtte. Niet lang daarna verspreidde de naam Jechegnadzor of Jechegjats Dzor zich door het gebied. Tijdens de Middeleeuwen liep de Zijderoute door de provincie en verbond de stad met Martuni. Toen de stad onderdeel was van het Koninkrijk van Syunik tussen de 10e en 13e eeuw werden veel kerken, paleizen en bruggen gebouwd.
Toen het oosten van Armenië onder leiding kwam van de Safawieden in de 16e eeuw werd de stad onderdeel van de Erivan Beglarbegi en later van het Kanaat Jerevan. De twee eeuwen die volgden kenmerken de donkerste periode van de stad omdat de regio veelvuldig het strijdveld was voor Turkse en Iraanse volkeren die hier hun strijd uitvochtten. Als gevolg hiervan werden veel gebouwen verwoest en moest een groot deel van de bevolking verhuizen naar naastgelegen gebieden. In 1747 kwam de stad onder leiding te staan van het recent opgerichte Kanaat Nachitsjevan. 
Als gevolg van de Russisch-Perzische Oorlog in de jaren twintig van de 19e eeuw werd de regio Vayots Dzor, en daarmee de stad, onderdeel van het Russische Rijk. De stad stond vanaf het begin van de 19e eeuw bekend als Keshishkend en werd in 1870 onderdeel van de Sharur Daralayaz oejezd.
De naam Keshishkend was tot 1935 in gebruik, tot en met 6 december 1956 heette de stad Mikoyan vernoemd naar Armeens politicus Anastas Mikojan. Sinds eind 1956 is de naam weer terug veranderd naar Jechegnadzor. Sinds de onafhankelijkheid van Armenië in 1991 is Jechegnadzor de hoofdstad van de provincie Vayots Dzor.

## Economie
De economie van de stad bestaat uit de bouwsector en de voedingsverwerkinsindustrie. De grootste verwerkers van voeding in de stad zijn de wijnmakerijen van Maran, de Oude Brug en die van Getnatoun. In 2000 opende een kaasfabriek in de stad en enkele jaren later een fabriek voor zuivelproducten. In de stad zijn ook andere industriële bedrijven gevestigd, waaronder het in 1968 opgerichte bedrijf Rafelgrig voor elektrische producten en het in 2003 opgerichte bedrijf Izoton voor eikenhouten vaten die men gebruikt bij het rijpen van wijn en brandewijn. Ook zijn er in de stad kleine productiebedrijven gevestigd, zoals die van bouwmaterialen, textiel, handgemaakte tapijten en sieraden.
Tijdens de Sovjettijdperk was Jechegnadzor een van de industriële centra van de Armeense SSR. Bij elkaar opgeteld werkten zo’n 2000 mensen in een van de fabrieken in de stad.

## Ligging
Jechegnadzor ligt in het dal van de Arpa op een hoogte van 1184 meter, twee kilometer ten noorden van de rivier, aan de hoofdweg (M1) die Jerevan met het zuiden verbindt. Vier kilometer ten westen van de stad buigt de M10 naar het noorden af om via Sjatin en de Selim-pas de zuidelijke oever van het Sevanmeer te bereiken. Daarnaast loopt de H47, een regionale verbindingsweg, van noord naar zuid door de stad. Verderop naar het noorden aan de H47 liggen de steden Gladzor en Vernaschen. Jechegnadzor ligt ten oosten van Getap.
In de buurt van Jechegnadzor zijn meerdere kloosters te vinden, zoals de voormalige kloosters Spitakavor en Tanahat en het nieuwere Noravankklooster. In de buurt van de stad zijn de overblijfselen te vinden van het middeleeuwse fort Proshaberd.

## Onderwijs
Sinds 2004 heeft Jechegnadzor een universiteit, de Universiteit van Gitelik Jechegnadzor, met meer dan 10 faculteiten.
Sinds 2008 huist een afdeling van de Armeense Staatsuniversiteit voor Economie in de stad. Buurstad Gladzor is tevens bekend van de universiteit in de stad.

## Sport
De stad had tussen 1992 en 2003 een voetbalclub, genaamd Arpa FC die ook enkele jaren uitkwam op het hoogste niveau. Ten westen van de hoofdweg die door de stad gaat, staat het stadion van de stad dat plaats biedt aan zo'n 500 toeschouwers.

## Geboren
- Jaklin Baghdasarjan (1997), zangeres van het muzikale duo Ladaniva

Abovjan · Agarak · Achtala · Alaverdi · Aparan · Ararat · Armavir · Artasjat · Artik · Artsvasjen · Asjtarak · Berd · Bjoeregavan · Dastakert · Darakert · Dilidzjan · Dzjermoek · Etsjmiadzin · Gavar · Goris · Gjoemri · Hrazdan · Idzjevan · Jechegnadzor · Jegvard · Kadzjaran · Kapan · Maralik · Martoeni · Masis · Megri · Metsamor · Nojemberjan · Nor Hatsjen · Odzoen · Sevan · Sisian · Sjamloeg · Spitak · Stepanavan · Talin · Tasjir · Toemanjan · Tsachkadzor · Tsjambarak · Tsjarentsavan · Vajk · Vanadzor · Vardenis · Vedi · Jerevan